# Oren Peli
Oren Peli (ebraică אורן פלאי ; născut în 1970) este un regizor și scenarist american de origine israeliană, fiind foarte cunoscut pentru producția sa Activitate paranormală . De asemenea, este și programator de jocuri video.

## Biografie
S-a născut în 1970 la Ramat Gan în Israel. La 19 ani s-a mutat în Statele Unite. Peli a lucrat inițial ca programator de software, fiind unul dintre autorii Photon Paint, un editor grafic pentru Amiga. Debutul său regizoral, Activitate paranormală (2007), a fost inspirat de mutarea sa de unul singur într-o casă nouă, fără nicio familie în vecinătate. Peli a început să audă zgomote noaptea, ceea ce l-a dus la ideea unui film în care protagoniștii să folosească camere de supraveghere pentru a afla cine produce zgomotele ciudate.
După succesul acestui film, Peli  a lucrat cu James Wan și Leigh Whannell la dezvoltarea filmului Insidious (2010). Peli a mai produs și scris filmul de groază Chernobyl Diaries (Jurnalul terorii, 2012), bazat pe dezastrul nuclear de la Cernobîl și la povestea sa The Diary of Lawson Oxford. Acest film prezintă "un grup de prieteni care, în timp ce se află într-o vacanță prin Europa, ajung în orașul abandonat Prâpiați din Ucraina doar pentru a descoperi că nu sunt cu adevărat singuri."

## Filmografie
| An   | Film                                 | Regizor | Producător | Scenarist | Dir. de imagine | Monteur |
| ---- | ------------------------------------ | ------- | ---------- | --------- | --------------- | ------- |
| 2007 | Activitate paranormală               | Da      | Da         | Da        | Da              | Da      |
| 2010 | Activitate paranormală 2             | Nu      | Da         | Nu        | Nu              | Nu      |
| 2010 | Insidious                            | Nu      | Da         | Nu        | Nu              | Nu      |
| 2011 | Activitate paranormală 3             | Nu      | Da         | Nu        | Nu              | Nu      |
| 2012 | Fluviul ucigaș                       | Nu      | Da         | Da        | Nu              | Nu      |
| 2012 | Activitate paranormală 4             | Nu      | Da         | Nu        | Nu              | Nu      |
| 2012 | The Lords of Salem                   | Nu      | Da         | Nu        | Nu              | Nu      |
| 2012 | Jurnalul terorii                     | Nu      | Da         | Da        | Nu              | Nu      |
| 2012 | Teroare în golf                      | Nu      | Da         | Nu        | Nu              | Nu      |
| 2013 | Insidious: Chapter 2                 | Nu      | Da         | Nu        | Nu              | Nu      |
| 2014 | Paranormal Activity: The Marked Ones | Nu      | Da         | Nu        | Nu              | Nu      |
| 2014 | Area 51                              | Da      | Da         | Da        | Nu              | Nu      |
| 2014 | Paranormal Activity 5                | Nu      | Da         | Nu        | Nu              | Nu      |